# 按赤台
按赤台（羅馬化：Alchidai，?—?），又译阿勒赤台、按只歹、按赤带、按只带、按只吉歹、阿勒赤歹。孛儿只斤氏，蒙古帝国将领。他是成吉思汗（铁木真）同母弟合赤温之子。

## 生平
按赤台有勇善谋断，自幼从铁木真征战。1203年，按赤台随伯父铁木真争战克烈部王罕。侦知王罕军来袭，预告铁木真为备，并随军击灭克烈部。合赤温早卒，按赤台掌理家族。1206年，蒙古帝国建立后，成吉思汗分封诸弟诸子，由按赤台领受合赤温系的份额。为左翼宗王，份民最初编为两个千户，后调整为三个千户。自1214年以后，合赤温系份地位于斡赤斤份地之南，以兀鲁回河流域为中心，在东部兀鲁回河（今内蒙古东乌珠穆沁旗乌拉根果勒）及其以北地区，南接弘吉剌部，东接金国，北至怯绿连河（今克鲁伦河）。
1230年秋，随窝阔台南征金朝。十月，按赤台随木华黎之孙塔思国王攻克潞州（治今山西长治）。十一月随窝阔台西征关中，1231年春攻克凤翔。蒙古军分兵两路，拖雷南下取道南宋汉中，攻唐州、邓州。按赤台随窝阔台所率主力回河东北路，在怀州、孟州一线渡黄河。1232年春，窝阔台命按赤台与塔思先行，接应拖雷。按赤台与拖雷在钧州（今河南禹州）之三峰山会师，三峰山之战大败金军，金朝精锐几乎全灭。1233年，按赤台随皇子贵由、国王塔思率左翼军东征东夏王蒲鲜万奴，擒获蒲鲜万奴，平定辽东。后讨平兴州赵祁的反蒙军。1235年，皇子阔端和阔出分别率军两路攻宋。1236年，分封诸王时，得滨州、棣州为食邑。同年冬，阔出死于军中，职务由按赤台出任。昭慈皇后乃马真氏称制时，主军中原，承制得拜万户以下官，多次率兵攻打南宋江淮地。1251年，蒙哥即位时，按赤台参与拥戴，深受蒙哥倚重。

## 后代
忽必烈继任大汗时，其子忽剌忽儿与其他东道诸王塔察儿、移相哥、爪都参加库里台大会。中统元年（1260年）十二月定诸王岁赐额，诸王按只带（按赤台）、忽剌儿、合丹、忽剌出、胜纳合儿银各五千两，文绮帛各三百匹，金帛半之。按赤台分邑属于滨州、棣州为济南路，后裔于是世袭济南王。
按赤台子孙：
- 子：察忽剌
  - 孙：济南王也只里
  - 孙：吴王朵列捏
    - 曾孙：济阳王泼皮
- 子：陇王忽剌出（忽列虎儿、忽剌忽儿）
  - 孙：济南王胜纳哈儿
  - 孙：吴王木喃子
    - 曾孙：吴王搠思监
      - 玄孙：孙吴王朵尔赤
- 子：哈丹秃鲁干
  - 孙：老的

## 延伸阅读
[在维基数据编辑]
 《新元史/卷105》，出自柯劭忞《新元史》